# الجسر الجناح
الجسر الجناح  (بالإسبانية: Pabellón-Puente) هو جسر يقع في مدينة سرقسطة في منطقة أراغون في إسبانيا.

## الموقع
انطلاقا من غرب المدينة، يعتبر هذا الجسر ثالث جسر يقطع نهر أبرة في مدينة سرقسطة من الغرب إلى الشرق. يخرج من الضفة اليمنى للنهر في قرية ألموزارا. بعد قطعه لجزيرة قصيرة، يصل إلى الضفة اليسرى في منطقة إكسبو 2008 بالقرب من قصر المؤتمرات.

## التاريخ
تم إنشاء هذا الجسر سنة 2008 من قبل المهندسة العالمية زها حديد في إطار التحضير لإكسبو 2008 المختص.

## البناء
يبلغ طول الجسر 260 متر، وارتفاع يبلغ في أقصاه 30 متر ويصل أحيانا إلى 15 متر، وكذلك يبلغ عرضه 30 متر في بعض الأقسام و8 أمتار في أقسام أخرى. أطول مسافة بين الأعمدة تصل إلى 165 متر. تبلغ مساحة الممرات وحدها 000 7 متر².

هيكل الجسر مكون من الحديد. وشكله الخارجي ملهم من سمكة القرش. الجو الطبيعي الذي تجده داخل المبنى يرجع سببه إلى حركة الهواء التي تسمح بمرورها الفتوحات الموجودة بالهيكل، حيث يصبح بمثابة نظام تبريد.

الدعامة المركزية التي تزن ما يقارب 000 7 طن، تحمل ما يقارب نصف وزن الجسر. أساس الجسر يدعمه حوالي 22 ركيزة (10 على الجزيرة الصغيرة، 4 على الضفة اليمنى للنهر، 8 على الضفة اليسرى) وتصل إلى عمق 72.5 تحت الأرض.

عملية بناء هذا الجسر احتاجت إنشاء أحد هياكله ذو 140 متر و200 2 متر، بني على الضفة الجافة، ثم نقله إلى مقره الأخير على بعد 125 متر.

## المعرض
عند معرض إكسبو 2008 المختص، لم يشغل الجسر فقط مهمة كونه جسر للمشاة بل كان يحتوي قصر للمعارض، وكان مكان معرض «الماء، مصدر وحيد» الذي يركز على كيفية الاستعمال الرشيد للماء.

## الصور

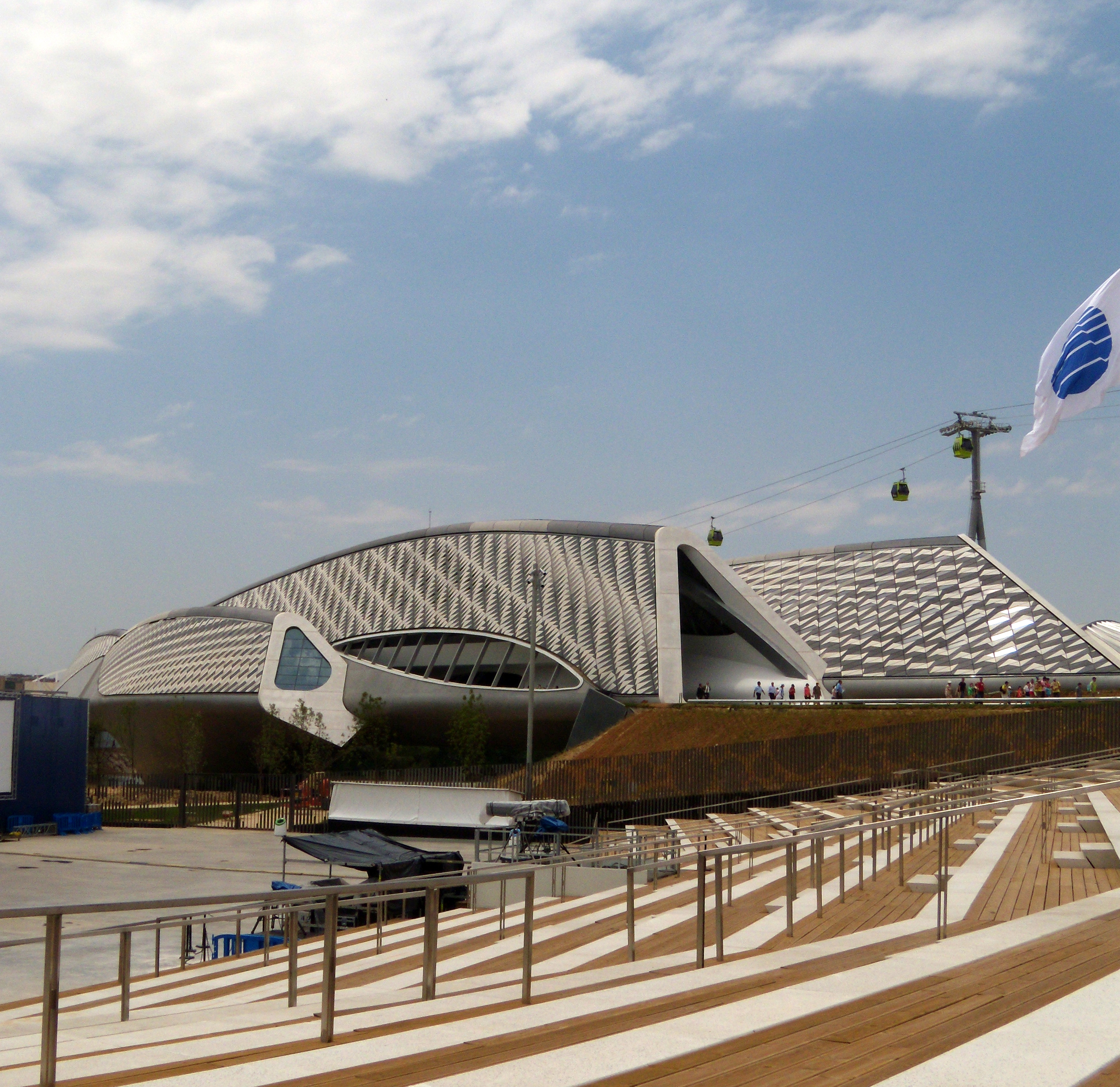
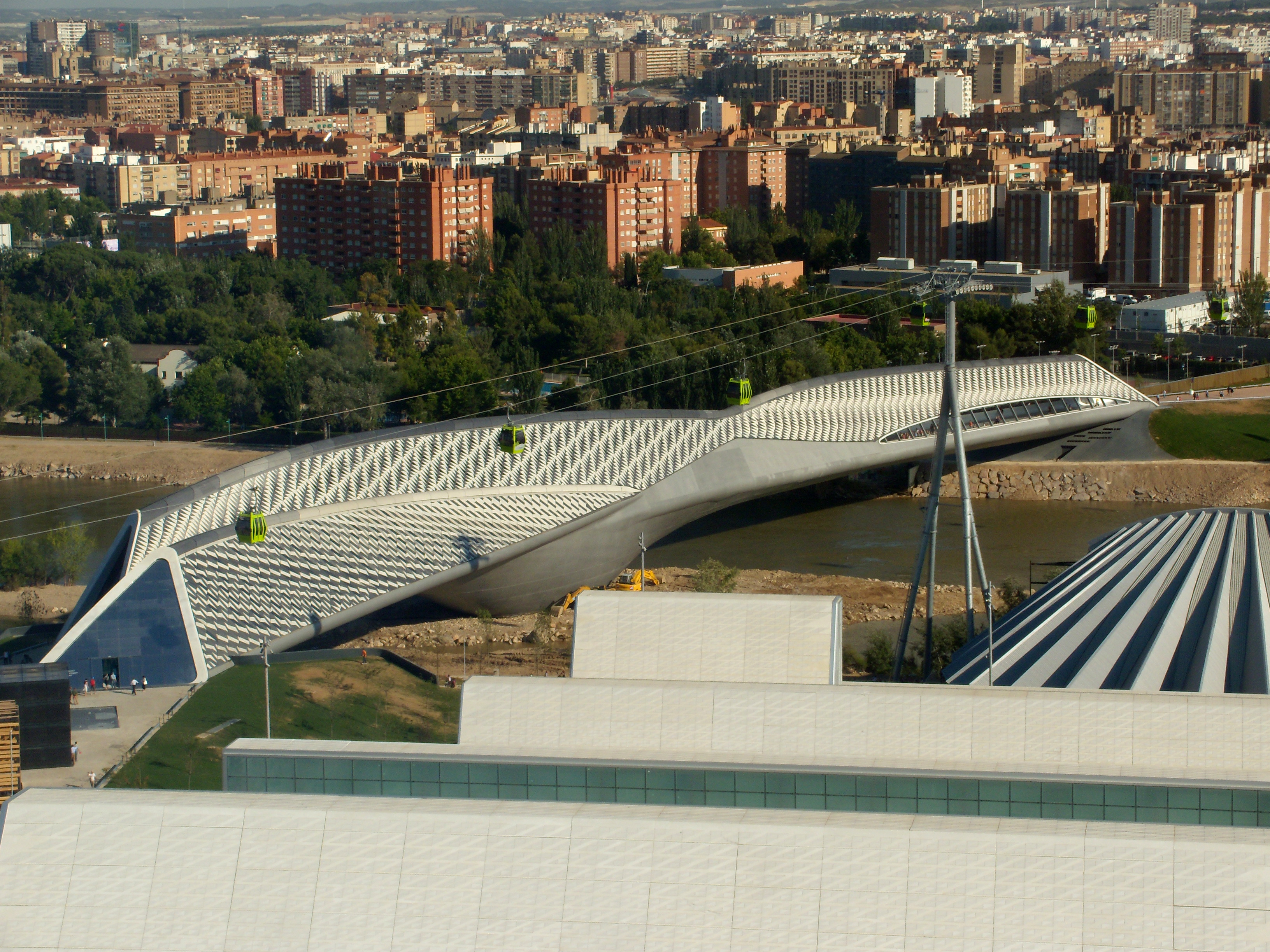
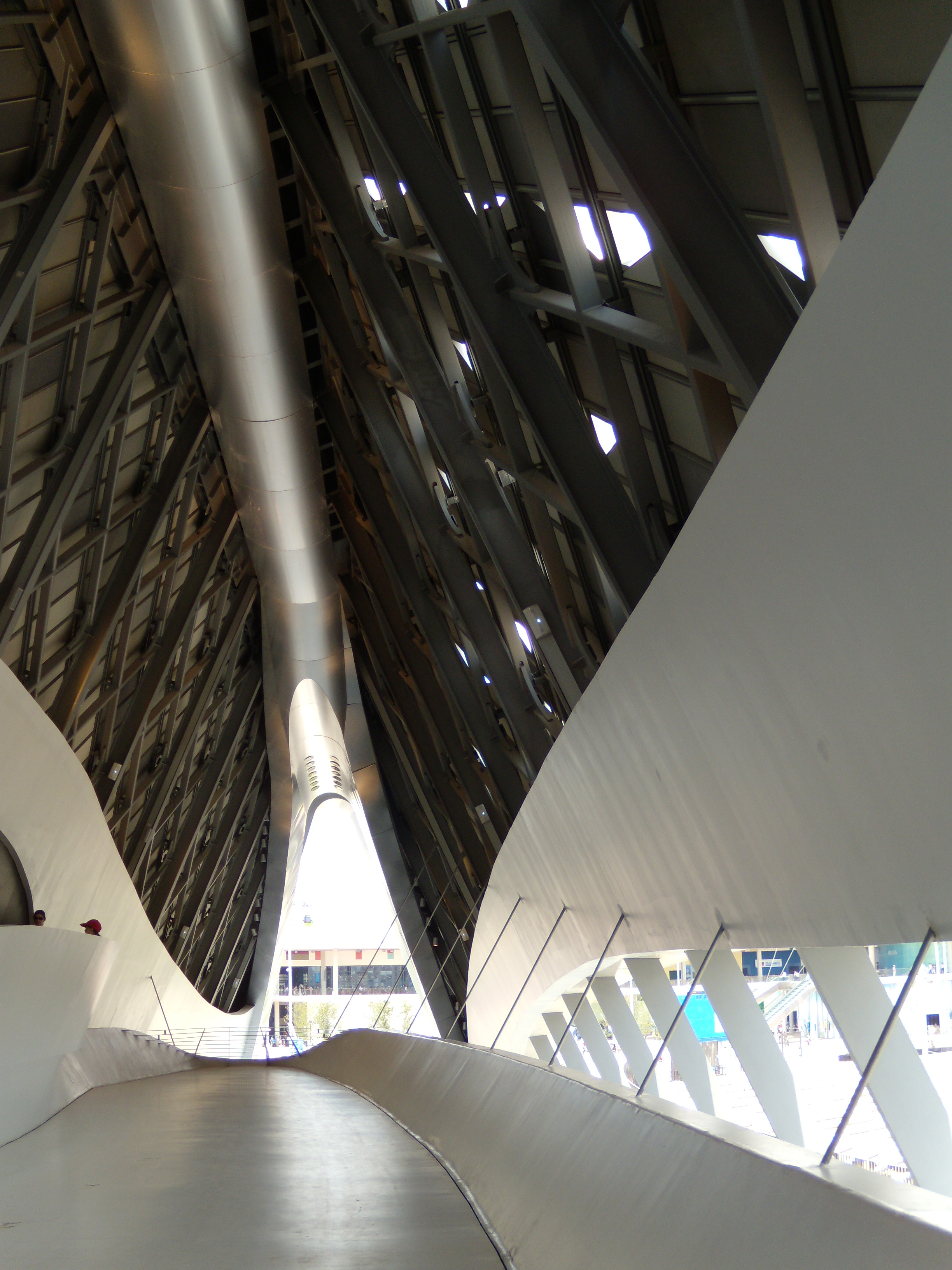
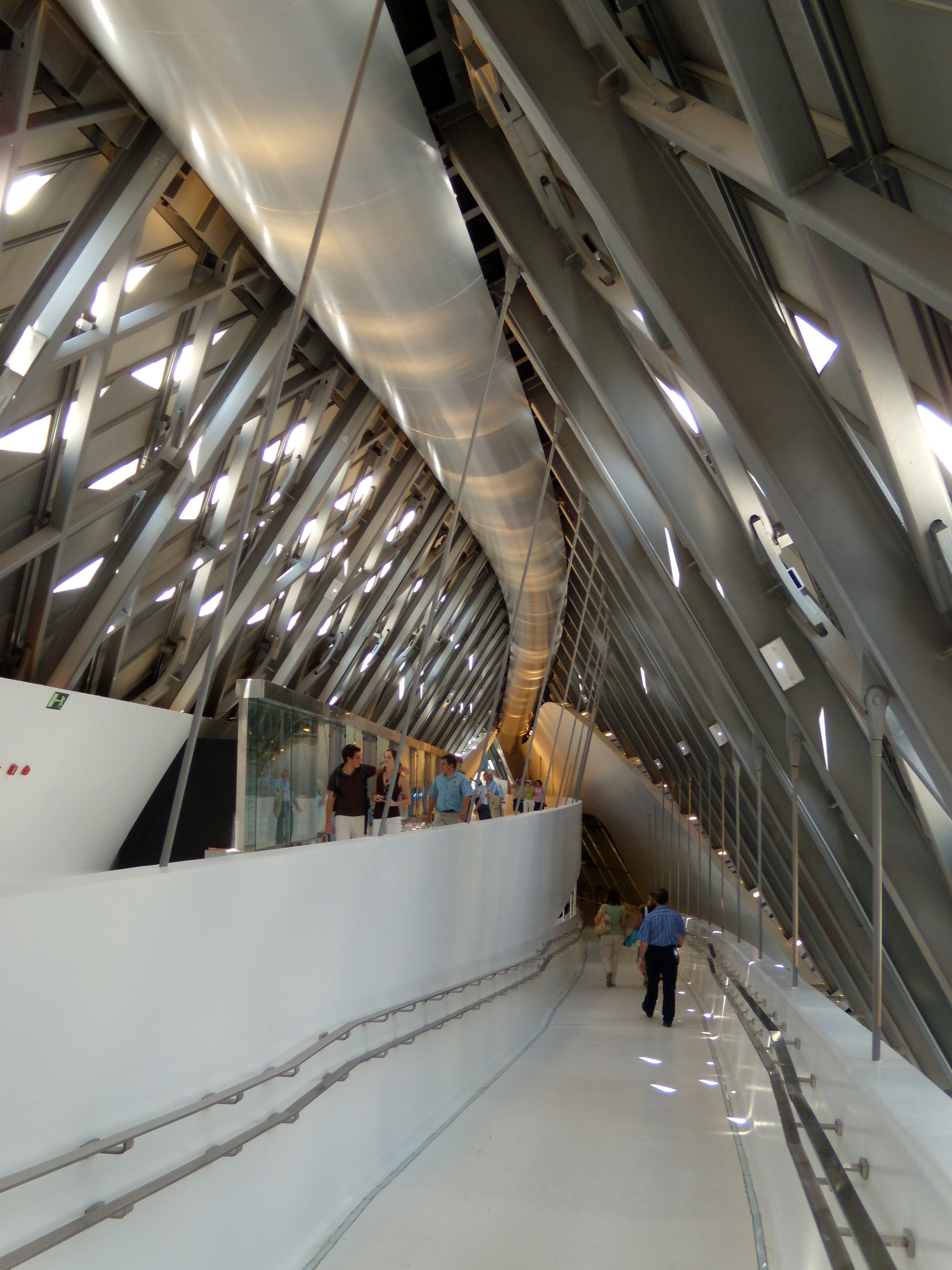
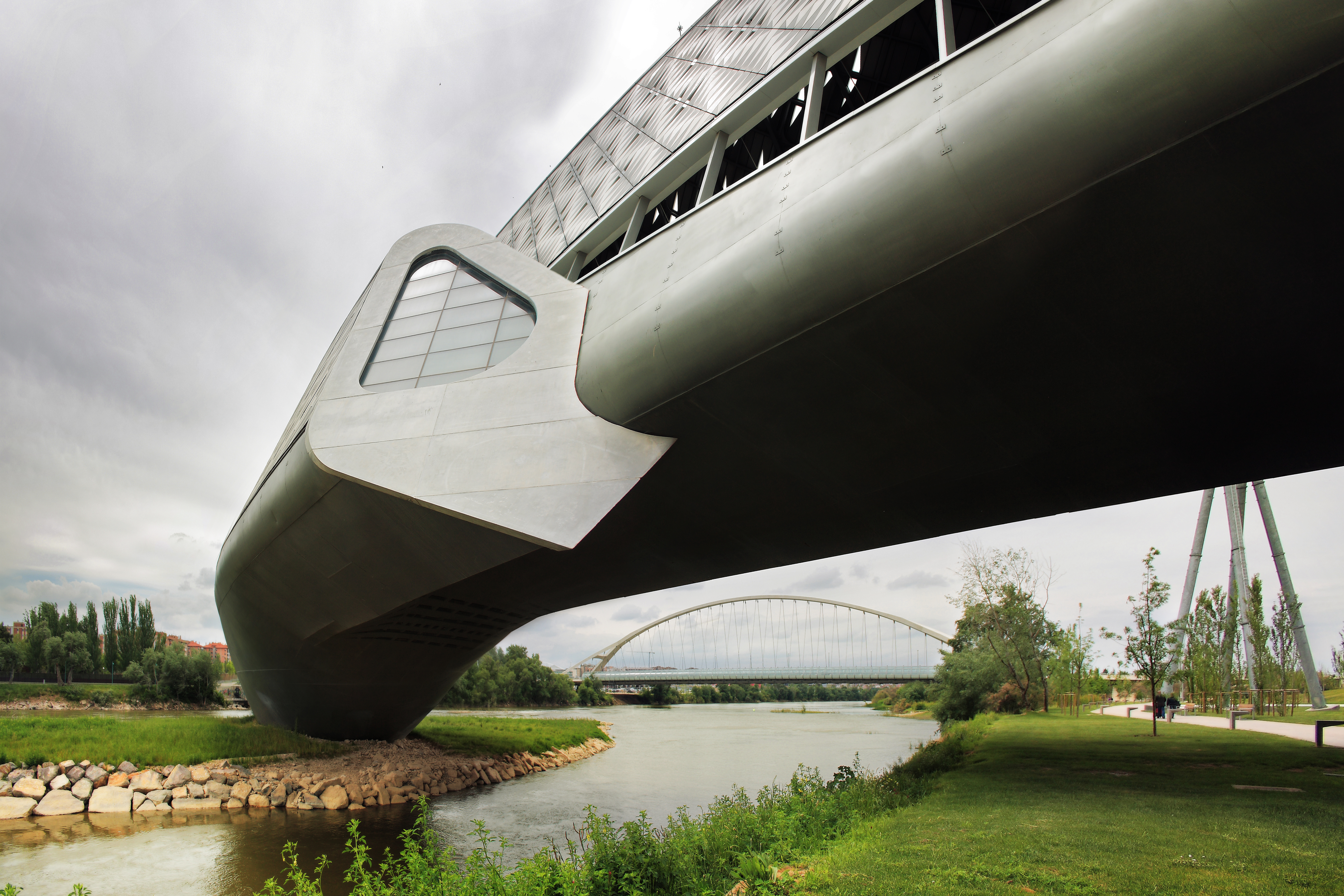
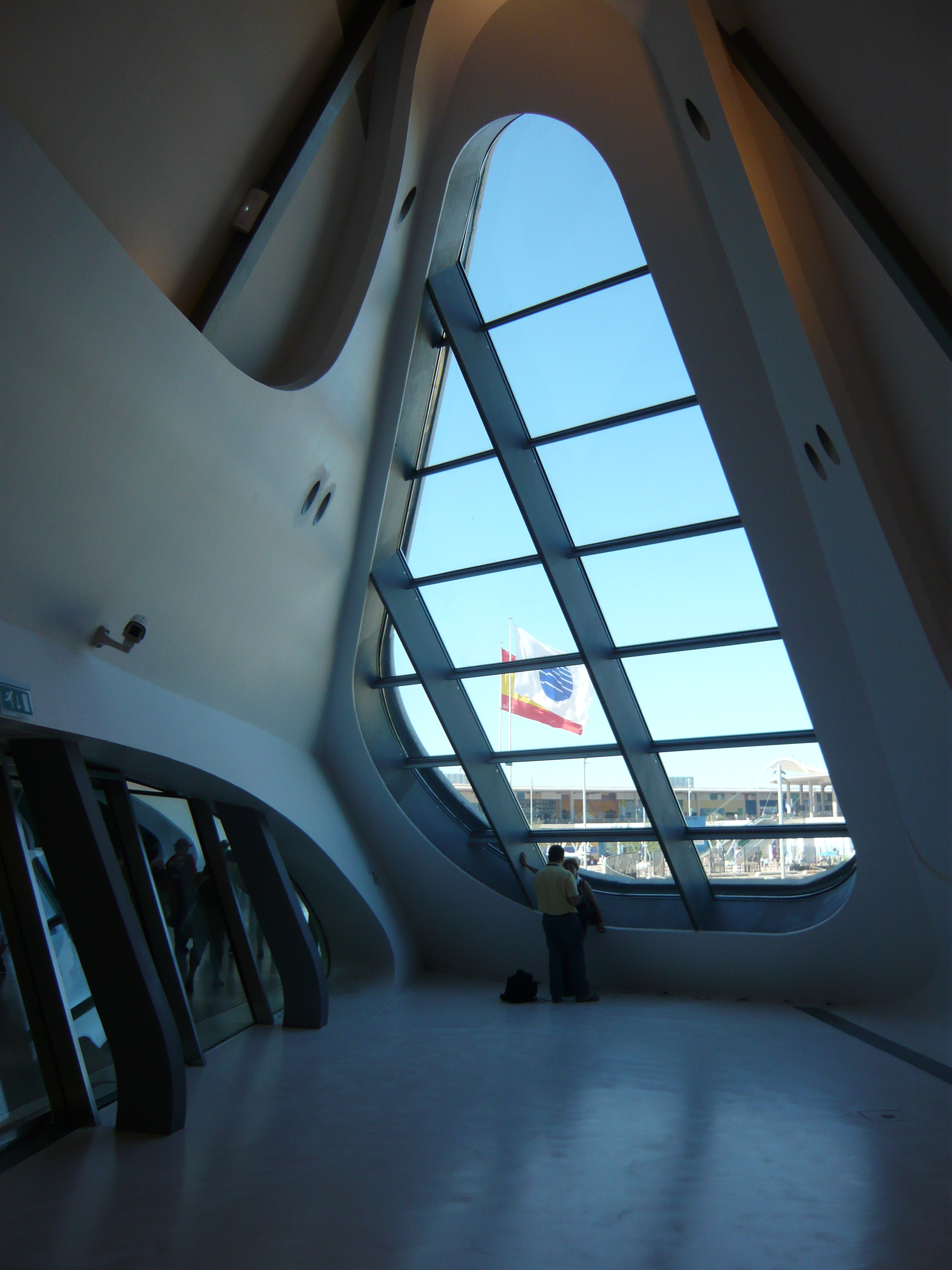